# João Victor (football, 1998)
Pour les articles homonymes, voir João Victor.
João Victor, né le 17 juillet 1998 à Bauru, est un footballeur brésilien qui évolue au poste de défenseur central au CR Vasco da Gama.

## Biographie

### Carrière en club
Né à Bauru au Brésil, João Victor est formé par le Sport Club Corinthians à São Paulo. Il commence sa carrière professionnelle en prêt à l'Inter de Limeira. Il joue son premier match avec l'équipe première du club le 22 janvier 2020.
Cette même année, il est prêté à l'Atlético Goianiense, avant de s'imposer dans son club formateur, à São Paulo.
Le 8 juillet 2022, Victor est transféré au club portugais du SL Benfica pour un montant de 8,5 millions d'euros, hors boni,.
Arrivé blessé au Portugal, il joue son premier match avec les lisboètes le 15 octobre 2022, à l'occasion d'une rencontre de Coupe du Portugal contre le Caldas SC. Il entre en jeu à la place d'António Silva vers fin du match et son équipe s'impose aux tirs au but après un score de parité 1-1.

## Statistiques
| Saison                | Club                       | Championnat           | Championnat | Championnat | Championnat | Coupe nationale | Coupe nationale | Coupe nationale | Coupe de la Ligue | Coupe de la Ligue | Coupe de la Ligue | Supercoupe | Supercoupe | Supercoupe | Compétition(s) continentale(s) | Compétition(s) continentale(s) | Compétition(s) continentale(s) | Compétition(s) continentale(s) | Ligue régionale | Ligue régionale | Ligue régionale | Total | Total | Total |
| Saison                | Club                       | Division              | M.          | B.          | P.d.        | M.              | B.              | P.d.            | M.                | B.                | P.d.              | M.         | B.         | P.d.       | Comp.                          | M.                             | B.                             | P.d.                           | M.              | B.              | P.d.            | M.    | B.    | P.d.  |
| 2020                  | Inter de Limeira (prêt)    | -                     | -           | -           | -           | -               | -               | -               | -                 | -                 | -                 | -          | -          | -          | -                              | -                              | -                              | -                              | 9               | 0               | 0               | 9     | 0     | 0     |
| 2020                  | Atlético Goianiense (prêt) | 1                     | 27          | 0           | 1           | 5               | 0               | 0               | -                 | -                 | -                 | -          | -          | -          | -                              | -                              | -                              | -                              | 3               | 0               | 0               | 35    | 0     | 1     |
| Sous-total            | Sous-total                 | Sous-total            | 27          | 0           | 1           | 5               | 0               | 0               | -                 | -                 | -                 | -          | -          | -          | -                              | 0                              | 0                              | 0                              | 11              | 0               | 0               | 43    | 0     | 1     |
| 2021                  | SC Corinthians             | 1                     | 36          | 0           | 0           | 1               | 0               | 0               | -                 | -                 | -                 | -          | -          | -          | CS                             | 3                              | 0                              | 0                              | 8               | 0               | 0               | 48    | 0     | 0     |
| 2022                  | SC Corinthians             | 1                     | 7           | 0           | 0           | 2               | 0               | 0               | -                 | -                 | -                 | -          | -          | -          | CL                             | 6                              | 0                              | 0                              | 13              | 0               | 0               | 28    | 0     | 0     |
| Sous-total            | Sous-total                 | Sous-total            | 43          | 0           | 0           | 3               | 0               | 0               | -                 | -                 | -                 | -          | -          | -          | -                              | 9                              | 0                              | 0                              | 21              | 0               | 0               | 76    | 0     | 0     |
| 2022-2023             | Benfica Lisbonne           | 1                     |             | -           | -           | -               | -               | -               | 2                 | 0                 | 0                 | 1          | 0          | 0          | C1                             | -                              | -                              | -                              | -               | -               | -               | 3     | 0     | 0     |
| 2023-2024             | Benfica Lisbonne           | 1                     | 2           | 0           | 0           | -               | -               | -               | -                 | -                 | -                 | -          | -          | -          | C1                             | -                              | -                              | -                              | -               | -               | -               | 2     | 0     | 0     |
| Sous-total            | Sous-total                 | Sous-total            | 2           | 0           | 0           | 1               | 0               | 0               | 2                 | 0                 | 0                 | 1          | 0          | 0          | -                              | 0                              | 0                              | 0                              | -               | -               | -               | 6     | 0     | 0     |
| 2022-2023             | FC Nantes (prêt)           | 1                     | 13          | 0           | 1           | 3               | 0               | 0               | -                 | -                 | -                 | -          | -          | -          | C3                             | 0                              | 0                              | 0                              | -               | -               | -               | 16    | 0     | 1     |
| Sous-total            | Sous-total                 | Sous-total            | 13          | 0           | 1           | 3               | 0               | 0               | -                 | -                 | -                 | -          | -          | -          | -                              | 0                              | 0                              | 0                              | 0               | 0               | 0               | 16    | 0     | 1     |
| Total sur la carrière | Total sur la carrière      | Total sur la carrière | 85          | 0           | 2           | 12              | 0               | 0               | 2                 | 0                 | 0                 | 1          | 0          | 0          | -                              | 9                              | 0                              | 0                              | 32              | 0               | 0               | 141   | 0     | 2     |

## Palmarès

### En club
FC Nantes
- Finaliste de la Coupe de France en 2023